# 梁漱溟
梁 漱溟（りょう そうめい）は、近代中国の思想家。祖籍は広西省桂林県。1911年に順天中学を卒業した。
1917年、蔡元培学長に招かれ、北京大学の教授となり、インド哲学を講じた。
その後、1928年に「村治」として提唱した自らの思想的実践を果たすために、郷村建設運動に没頭し、儒教の精神に法った農村社会運動家、教育家として、山東省の郷村建設の指導を行った。また、日本の二宮尊徳を敬愛したことでも知られている。
第二次世界大戦中は、1941年に結成された中国民主政団同盟に参加し、国共両陣営の橋渡し役を演じ、民主同盟の結成に参画した。
1946年、政治協商会議後にいったん引退した後、人民政府の成立後、四川省の土地改革に参加した。1951年、中国人民政治協商会議委員に補選され、思想改造の手記を公表した。毛沢東ら共産党中央が、農民の生み出す余剰を搾取し、都市における工業化に投入する、という社会主義過渡期の総路線政策に転換したのに対して、農民こそが中心であるとし、政治協商会議の場で毛沢東に対して自己批判を求めた。このため、1955年以降、思想批判にさらされ、1956年の中国人民政治協商会議第2次全体会議で自己批判を行った。

## 著書
- 『東西文化とその哲学』
- 『郷村建設理論』

## 関連書籍
- 戴晴『毛沢東と中国知識人』東方書店